# José Labaredas
José Labaredas (Couço - 1946, Lisboa - 2000), foi um político, activamente comprometido com o [[Partido Comunista P
português|PCP]] do qual foi militante, escritor e fadista português.

## Frequência académica
Entre 1964 e 1967 frequentou a Faculdade de Letras da Universidade de Coimbra, ingressando no Teatro dos Estudantes da Universidade de Coimbra (TEUC) onde representou Ésquilo, Gil Vicente e Lorca.
Nos anos de 1967 a 1969 frequentou a Faculdade de Letras da Universidade de Lisboa.

## Fado
Entre 1968 e 1969 gravou dois discos de fado de lisboa com poemas inéditos de António Ferreira Guedes e João Martins Pereira.

## Percurso profissional
Em 1988 é convidado pelo Presidente da Câmara Municipal de Coruche, à época António da Silva Teles, para seu Secretário para a Informação e Cultura, cargo que manteve até Janeiro de 1998, acumulando com as funções de Encarregado da Biblioteca Municipal de Coruche.
Em 1994 organizou, a pedido da Região de Turismo do Ribatejo, o I Congresso Nacional de Gastronomia de Santarém.
Foi colaborador do Jornal de Letras entre 1992 e 1993.

## Biobibliografia
É em 1995 que se edita o livro Comida e Civilização, de Carson I. A. Ritchie, do qual foi tradutor. No ano seguinte edita O Livro de Mestre João Ribeiro, do qual foi responsável pela organização, em parceria com José Quitério. 
A partir de Abril de 1998 passa a exercer funções na Biblioteca Municipal Natália Correia, em Carnide, onde deu início à constituição de um fundo bibliográfico de Cozinha e Gastronomia.
No ano de 1999 edita-se Coruche à Mesa e Outros Manjares, de sua autoria, obra de recolha exaustiva do receituário regional, da história do comer em Coruche, e da resistência do povo de Coruche à ditadura fascista de Salazar.

## Prémio Literário José Labaredas
A Associação para o Estudo do Património Cultural e Natural do Concelho de Coruche, em colaboração com a Escola Secundária de Coruche e a editora Assírio & Alvim, instituiram um concurso literário destinado aos melhores alunos de Língua Portuguesa do concelho de Coruche, em cada ano lectivo, em honra deste "amante da arte cénica, do fado e da gastronomia".

## Cidadania e Internet (Dedicatória de Site)
Em Janeiro de 2007, António Pinheiro da Costa,  fundador do TICMAIS (Movimento de Cidadania E- Coruche)  sobre o lema "A sociedade do conhecimento, ao serviço do saber das pessoas e da sua qualidade de vida" e perante tão ambiciosa causa em prol do saber, aproveitou para dedicar o site do Movimento (www.ticmais.pt),  à memória do JOSÉ  LABAREDAS (que, entre outras qualidades maiores – sabedor, coerente,  generoso, solidário em todos os momentos  –, ainda fez o favor de ser meu amigo) e daqui dizer-lhe:
AMIGOS COMO TU NÃO SE ESQUECEM,
IMORTALIZAM-SE, E TU, PARA MIM, ÉS IMORTAL.